# アンカレッジ (ドック型揚陸艦)
| USS Anchorage (LSD-36) | |
| 艦歴                   | |
| 発注:                  | 1965年6月29日                                                                                          |
| 起工:                  | 1967年3月13日                                                                                          |
| 進水:                  | 1968年5月5日                                                                                           |
| 就役:                  | 1969年3月15日                                                                                          |
| 退役:                  | 2003年10月1日                                                                                          |
| その後:                | 標的艦として海没処分                                                                                   |
| 性能諸元               | |
| 排水量:                | 満載排水量：14,095 トン (14,321 t) 軽荷排水量：8,325 トン (8,459 t) 載貨重量トン：5,570 トン (5,659 t) |
| 全長:                  | 168.6 m (553 ft)                                                                                       |
| 全幅:                  | 25.9 m (85 ft)                                                                                         |
| 吃水:                  | 6.1 m (20 ft)                                                                                          |
| 機関:                  | 蒸気タービン                                                                                           |
| 最大速:                | 22 ノット (41 km/h)                                                                                    |
| 乗員:                  | 士官53名、兵員771名                                                                                    |
| 兵装:                  | 20mm ファランクスCIWS二基 Mk-38 25mm機関砲二基 12.7mm機銃四基                                          |
| モットー:              | |

アンカレッジ(USS Anchorage, LSD-36)は、アメリカ合衆国海軍のドック型揚陸艦。アンカレッジ級ドック型揚陸艦の1番艦。アラスカ州のアンカレッジに因んで命名された。
アンカレッジは1965年6月29日に建造が発注され、ミシシッピ州パスカグーラのリットン・インガルス造船所で1967年3月13日に起工した。1968年5月5日に進水し1969年3月15日に就役する。
アンカレッジは多数の軍事作戦に参加した。ベトナム戦争の終盤にはアメリカ軍の撤退作戦に参加し海兵隊を本国に回送した。34年間の現役の中で19度の配備転換が行われ、アンカレッジは西太平洋における最も叙勲された艦となった。
1991年には砂漠の嵐作戦に参加する。また2000年10月には、イエメンのアデン湾で自爆攻撃を受け損傷したミサイル駆逐艦コール(USS Cole, DDG-67)を支援した。
アンカレッジはエンデューリング・フリーダム作戦とイラク・フリーダム作戦参加後の2003年7月に母港のカリフォルニア州サンディエゴに帰港した。同艦は2003年10月1日に退役した。
アンカレッジの台湾移管は2003年11月にアメリカ上院によって承認され、チョン・チェン（元カムストック、Comstock, LSD-19）に代わって台湾海軍に配備される予定であったが実現せず、2010年7月に標的艦として沈められた。